# سوزی پریم
سوزی پریم (فرانسوی: Suzy Prim‎; ۱۱ اکتبر ۱۸۹۶ – ۸ ژوئیهٔ ۱۹۹۱) بازیگر اهل فرانسه بود. او کار خود را به عنوان یک بازیگر کودک در دوران صامت آغاز کرد
از فیلم‌ها یا برنامه‌های تلویزیونی که وی در آن نقش داشته‌است می‌توان به دو خواهر، سامسون اشاره کرد.